# Mersea Island
Mersea Island är en ö i Storbritannien.   Den ligger i riksdelen England, i den sydöstra delen av landet, 80 km öster om huvudstaden London. Arean är 17,9 kvadratkilometer.
Terrängen på Mersea Island är mycket platt. Öns högsta punkt är 24 meter över havet. Den sträcker sig 4,0 kilometer i nord-sydlig riktning, och 7,6 kilometer i öst-västlig riktning.
Följande samhällen finns på Mersea Island:
- West Mersea